# Кафаро, Эрин
Эрин Джейн Кафаро (англ. Erin Jane Cafaro; род. 9 июня 1983, Модесто, Калифорния), в замужестве Маккензи (англ. McKenzie) — американская гребчиха, выступавшая за сборную США по академической гребле в период 2005—2012 годов. Двукратная олимпийская чемпионка, трёхкратная чемпионка мира, победительница многих регат национального и международного значения.

## Биография
Эрин Кафаро родилась 9 июня 1983 года в городе Модесто, штат Калифорния. Заниматься академической греблей начала в 2001 году во время учёбы в Калифорнийском университете в Беркли, состояла в университетском гребном клубе, регулярно принимала участие в различных студенческих соревнованиях. Позже проходила подготовку в Гребном тренировочном центре Соединённых Штатов в Принстоне.
Впервые заявила о себе в гребле в 2005 году, выиграв золотую медаль в распашных безрульных четвёрках на юниорском мировом первенстве в Амстердаме.
Первого серьёзного успеха на взрослом международном уровне добилась в сезоне 2006 года, когда вошла в основной состав американской национальной сборной и побывала на чемпионате мира в Итоне, откуда привезла награду бронзового достоинства, выигранную в зачёте безрульных четвёрок — в финале пропустила вперёд только экипажи из Австралии и Китая.
В 2007 году в восьмёрках одержала победу на этапе Кубка мира в Люцерне, тогда как в безрульных четвёрках стала лучшей на мировом первенстве в Мюнхене.
Благодаря череде удачных выступлений удостоилась права защищать честь страны на летних Олимпийских играх 2008 года в Пекине. Вместе с командой, куда также вошли гребчихи Элеанор Логан, Линдсей Шуп, Анна Гудейл, Анна Камминс, Сьюзан Франсия, Кэролайн Линд, Кэрин Дэвис и рулевая Мэри Уиппл, одержала победу в восьмёрках, превзойдя шедшие рядом лодки из Нидерландов и Румынии почти на две секунды — тем самым завоевала золотую олимпийскую медаль.
После пекинской Олимпиады Кафаро осталась в составе гребной команды США на ещё один олимпийский цикл и продолжила принимать участие в крупнейших международных регатах. Так, в 2009 году на чемпионате мира в Познани она дважды поднималась на пьедестал почёта: выиграла золотые медали в рулевых восьмёрках и безрульных двойках, став таким образом трёхкратной чемпионкой мира по академической гребле.
В 2010 году отметилась победой в восьмёрках на этапе Кубка мира в Люцерне, в то время как в безрульных двойках получила бронзу на мировом первенстве в Карапиро.
В 2011 году в восьмёрках вновь была лучшей на этапе Кубка мира в Люцерне.
Находясь в числе лидеров американской национальной сборной, благополучно прошла отбор на Олимпийские игры 2012 года в Лондоне. В восьмёрках совместно с Элеанор Логан, Сьюзан Франсия, Эстер Лофгрен, Тейлор Ритцель, Меган Мусницки, Кэролайн Линд, Кэрин Дэвис и рулевой Мэри Уиппл заняла первое место в финале, обогнав ближайших преследовательниц из Канады более чем на секунду, и добавила в послужной список ещё одну золотую олимпийскую медаль.
Впоследствии вышла замуж за тренера Брайана Маккензи и вместе с мужем занималась бизнесом спортивной направленности.